# Egyházjog

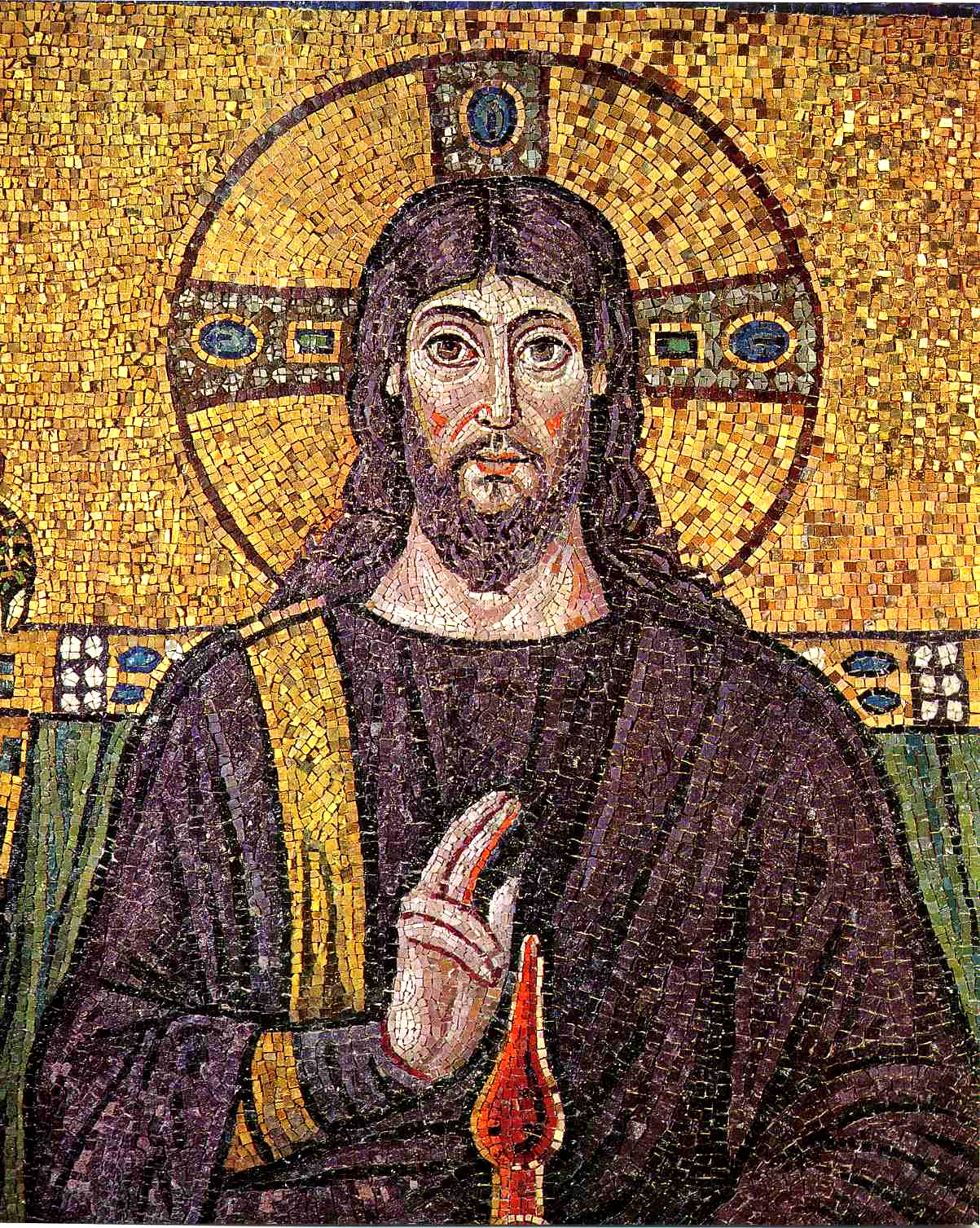
Áldást osztó Jézus, mozaik, Sant’Apollinare Nuovo-bazilika, Ravenna

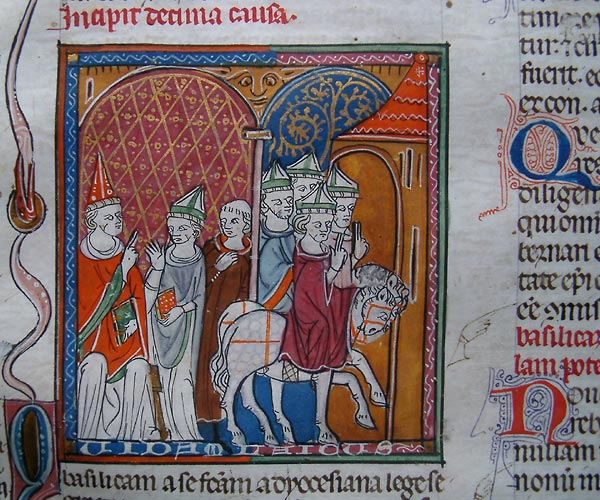
Concordia Discordantium Canonum, 1140

Az egyházjog (jus ecclesiasticum) a foglalata azoknak a jogszabályoknak, melyek az egyházra mint ilyenre, és az egyesekre mint az egyháznak tagjaira irányadók. A különböző egyházak szerint katolikus, protestáns stb. egyházjogról szólunk. A katolikus egyházjog szempontjából fontos az egyházjog és a kánonjog közötti különbség, amennyiben az első csak az egyházi ügyekre vonatkozó szabályokat foglalja magába, míg az utóbbi polgári ügyekre vonatkozó rendelkezéseket is tartalmaz. Másrészt a kánonjog csak a kánoni törvénytárban foglalt szabályokból áll, míg az egyházjog az egyházi ügyekre vonatkozó valamennyi szabályokra, tekintet nélkül arra, hogy azok a kánoni törvénytárban vannak-e vagy sem.
Az egyházjogot forrása és céljánál fogva jus divinumnak, vagy jus sacrumnak is, a katolikus egyházjogot még jus pontificiumnak is nevezik. A kánonjog elnevezés onnan ered, hogy a régi egyházi törvényeket, ellentétben a polgári (nómos), és a Mózes törvényeitől kánonoknak (szabályoknak) nevezték. Az egyházjog vagy általános (jus universale) vagy különös (jus particulare) aszerint, amint az állami határokhoz nem szorított egyetemes egyház általános jogát, vagy csak valamely ország különös jogát képezi. Általános egyházjogról természetesen csak a katolikus egyházban lehet szó.

## Az egyházjog forrásai
Az egyházjog forrásai: a Szentírás, a zsinati végzések, pápai határozmányok mint írott, a hagyomány és a szokás mint nem írott források. A magyar katolikus egyházjog ezenfelül: a nemzeti zsinatok végzései (a XIII. századig egybegyűjtve kiadta Péterfi, Concilia Eclesiae Hung. Rom. Catholicae, Pozsony 1741. 2 kötet. Szvorényi Synopsis Decretorum syn. 1807); a római pápáknak a magyar egyház részére kiadott külön levelei; országos törvények és szabályrendeletek; tartományi s megyei zsinatok végzései és a püspöki külön rendeletek. Az 1855. augusztus 18-án, a római Apostoli Szentszékkel kötött konkordátum alkotmányos megerősítést nem nyervén, amennyiben az alkotmány helyreálltáig tényleg hatályban volt, csak jogtörténeti jelentőséggel bír. Ellenben nem írott jogforrást képez a szokás – observantia ecclesiastica – és a törvényszéki gyakorlat.

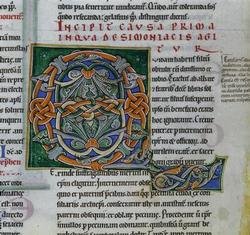
Decretum Gratiani, Ornament. Alta Edad Media

A keleti egyházban: a keleti egyház gyűjteményei, közöttük említhető különösen Joannes Scholasticus az 500. év körüli gyűjteménye; a trulla-zsinat kánongyűjteménye (692), Photiusnak a «Syntagma» nevű gyűjteménye (839 és számos későbbi gyűjtemények, továbbá hazánkban a nemzeti gyülekezetek s püspöki zsinatok végzései, országos törvények, királyi szabadalmak, s különösen az 1770. szeptember 27-én, 1771. július 20-án és 1777. január 2-án kelt leiratok, az 1779. július 16-i Declaratorium, az 1782-es Systema Consistoriale és a szerzetrendek szabályai.
Az evangélikus egyházban a szentíráson kívül (Angliában a kánoni törvénytár is) az ágostai hitvallásúaknál a szimbolikus könyvek: a) az ágostai hitvallás (A. C.) 1530-ból Philipp Melanchthon által szerkesztve; b) Apollogia Confessionis, Melanchtonból (1531); c) a smalkaldi cikkek Luthertől (1537); d) Luther Márton kisebb s nagyobb kátéja (1529); és egy bizottság által kidolgozott formula concordiae (1580).
A reformátusoknál: a heidelbergi káté (1563); az ún. Confessio Marchica Zsigmond János brandenburgi választófejedelemtől (1614); a dortrechti végzések (1619); a Confessio Gallicana (1559); az ún. variata (1540). Ezekhez járulnak hazánkban az orsz. törvények.
Mindkét felekezetűekre nézve említendők különösen: a vallás gyakorlatának szabadságát biztosító bécsi (1606) és linci (1645) békekötések; az 1791: 26. sarkalatos törvény; 1844:3; II. Józsefnek 1786. március 6-án kelt s az 1791: XXVI. tc. által megerősített házassági rendelete; a törvényesen bevett keresztény vallásfelekezetek viszonosságáról szóló 1858: LIII. tc.; a zsinati végzések, jelesül az ágostai hitvallásúaknál a zsolnai (1610); a szepesváraljai (1614); a királyi megerősítést ugyan nem nyert 1791. évi pesti zsinat végzése, és a királyi szentesítést nyert 1892/3-ki budapesti zsinat végzései. A helvét hitvallásúaknál a Komjáthi-zsinat végzései (megjelentek Nagyváradon, 1642 és Pesten, 1805), Gelei Katona István kánongyüjteménye. Továbbá mindkét felekezetnél a szuperintendenciák konventek és konzisztóriumok számára kibocsátott rendtartások. Az erdélyi helvét hitvallásúaknál az egyházi főtanács teljes gyűlésének végzései; a közönséges egyházi zsinat végzései; Bod Péter: Synopsis iuris connubialis (1763) és Judiciaria fori ecclesiastici praxis (1767) művei. Végül mindkét felekezetnél mint nem irott jogforrás a szokás és a gyakorlat.

## 1917
Az 1917-es római katolikus Egyházi Törvénykönyv a kánonjogot a papszenteléshez szükséges teológiai tanulmányok kötelező tantárgyai közé sorolta (1365 k. 2. §). Magának a Codexnek a kihirdetése pedig jelentősen hozzájárult az egyházjog teológiai és egyben jogi tudományként való művelésének fejlődéséhez. A kodifikáció elősegítette a kánonjog jogi jellegének tudatosulását, megnövelte az érdeklődést a kánonjogtudomány és az egyházjogi tanulmányok iránt. Ezt a fokozott érdeklődést jelezte, hogy ebben az időszakban számos új kánonjogi fakultás, illetve ehhez hasonló, tudományos fokozatok adására ugyancsak jogosult ún. kánonjogi intézet alakult.

## 1983
II. János Pál pápa 1983. január 25-én hivatalosan kihirdette az új római katolikus Egyházi Törvénykönyvet.
A tételes egyházjogtudomány ágait tárgyuk (az egyházjog, sőt gyakorlatilag az Egyházi Törvénykönyv részei) szerint és ezzel összefüggésben aszerint különböztetjük meg, hogy önálló egészként szokták-e művelni őket. Ezek a főbb ágak:
1) az általános szabályok kifejtése;
2) az Isten népének szerkezetével foglalkozó ún. egyházi alkotmányjog, amelyet egyes szerzők személyi jognak neveznek, mások pedig a hierarchikus szerkezetről szóló részre az alkotmányjog, a személyekről általában és a krisztushívőkről szóló részre pedig a személyi jog nevet alkalmazzák;
3) a szerzetesjog, az Isten népével kapcsolatos joganyag egy részének önálló egészként művelt területe;
4) a szentségi jog, a szentségekkel (és a kultusszal) kapcsolatos alapvető előírásokat tárgyalja;
5) a házasságjog, a szentségi jognak nagy gyakorlati jelentőségére való tekintettel önállósult része;
6) a liturgikus jog – szoros értelemben véve – a liturgikus cselekmények végzésének kötelező rítusaival foglalkozik, és gyakran inkább a liturgika, mint az egyházjog keretében nyer kifejtést;
7) az egyházi vagyonjog;
8) a büntetőjog;
9) az eljárásjog, mely anyagának legfőbb részére való tekintettel perjog néven vált ismertté;
10) a közigazgatási jog, amely újabban jelentős önállósulás jeleit mutatja;
11) az egyház tanítói feladatával kapcsolatos jog, melynek külön művelésére az 1983-as Egyházi Törvénykönyv szerkezete ad ösztönzést;
12) a missziós jog, amely az egyház tanítói feladatával foglalkozó jognak és az alkotmányjognak a missziós területekre érvényes sajátos szabályait vizsgálja.